# UD 이비사
우니온 데포르티바 이비사(스페인어: Unión Deportiva Ibiza)는 스페인의 축구 클럽으로, 이비사를 연고로 하고 있다. 현재 스페인의 3부 리그인 프리메라 페데라시온 - 그룹 2에 참가하고 있다.

## 선수 명단

### 현역
참고: FIFA 자격 규정에 따라 소속된 국가대표팀 국기를 표시합니다. 선수는 복수의 FIFA 비회원국 국적을 가지고 있을 수 있습니다.
| 번호 | 포지션 | 국적   | 이름            |
| ---- | ------ | ------ | --------------- |
| 2    | DF     | 파나마 | 호세 마토스     |
| 6    | MF     |        | 헤수스 알바레즈 |
| 12   | FW     | 가나   | 다우다 모하메드 |

| 번호 | 포지션 | 국적 | 이름 |
| ---- | ------ | ---- | ---- |

## 역대 감독
| 감독                     | 임기        |
| ------------------------ | ----------- |
| 프란시스코 루페테        | 2018        |
| 파블로 알파로            | 2019 ~ 2020 |
| 프란시스코 헤메스 마르틴 | 2021 ~ 2022 |

틀:UD 이비사 선수 명단